# 香椎浜出入口
香椎浜出入口（かしいはまでいりぐち）は福岡県福岡市東区にある福岡高速道路1号香椎線の出入口。

## 周辺
- 香椎
- 福岡東郵便局
- 福岡東労働基準監督署
- 福岡運輸支局
- イオンモール香椎浜
- エディオンアウトレット香椎浜店
- 香椎パークポート
- 福岡アイランドシティ

## 注意点
- 香椎東出入口方面（北行き）へは行けない。
- 料金は名島料金所で支払うため、入口に料金収受施設はない。

## 隣
福岡高速1号香椎線
(102)香椎出入口 - 香椎浜JCT - (103)香椎浜出入口 - (104)名島出入口